# Priolepis inhaca
 Priolepis inhaca és una espècie de peix de la família dels gòbids i de l'ordre dels perciformes.

## Morfologia
Els mascles poden assolir els 4 cm de longitud total.

## Distribució geogràfica
Es troba des de l'Àfrica oriental fins a Taiwan i les Illes de la Societat.